# Пестана, Аугусту
Аугусту Пестана (22 мая 1868, Рио-де-Жанейро — 29 мая 1934, там же) — бразильский инженер и политический деятель. Первый мэр Ижуи, штат Риу-Гранди-ду-Сул (1912).